# Židovský hřbitov v Markvarci
Židovský hřbitov v Markvarci se nachází v lese 1 km jihovýchodně od vsi napravo od silnice vedoucí k Lipolci a Dačicím. Je chráněn jako kulturní památka České republiky.
V areálu židovského hřbitova stojí kamenná obřadní místnost. Ve vesnici Markvarec se nalézá také židovská čtvrť a ruiny synagogy z roku 1786.

## Galerie

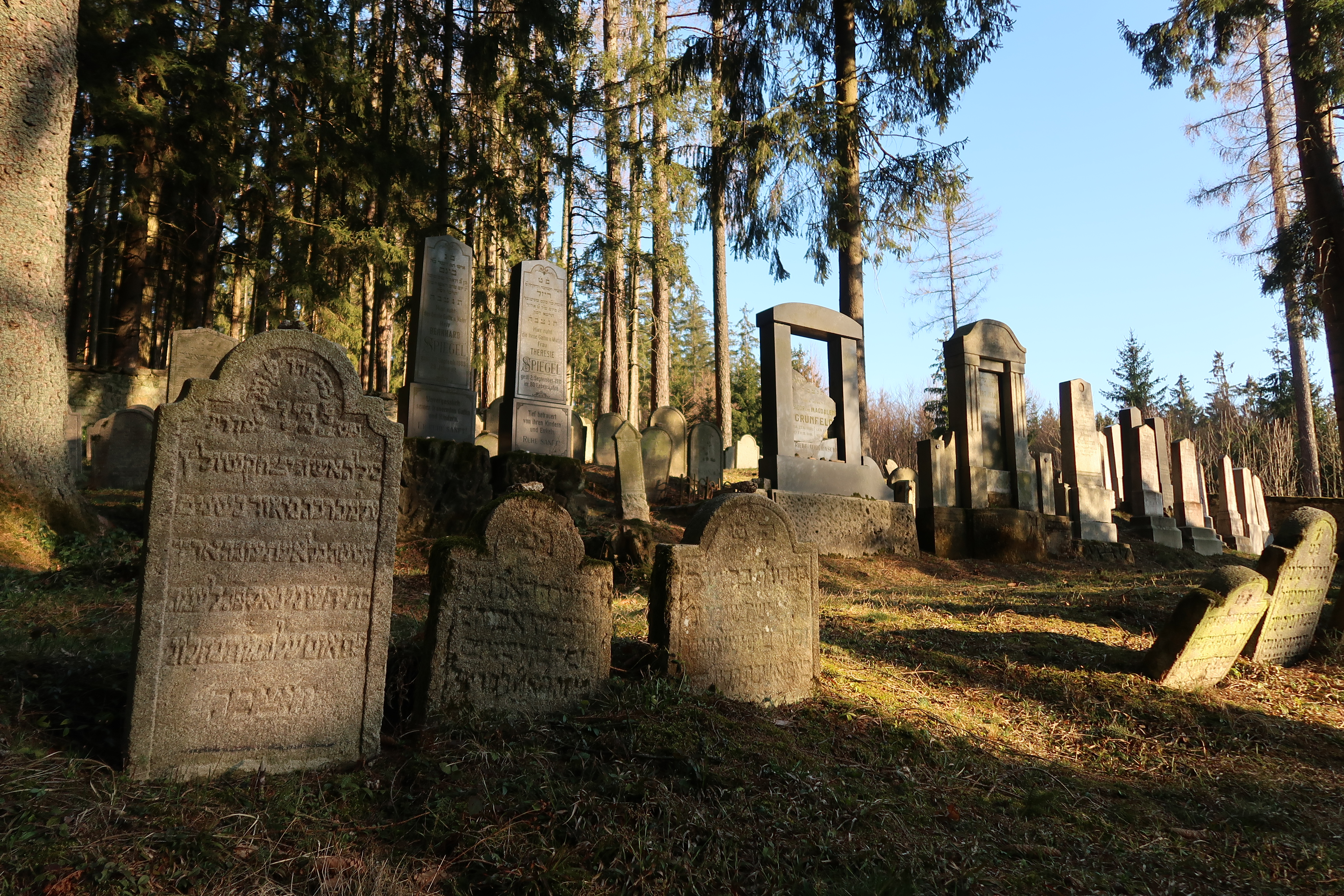
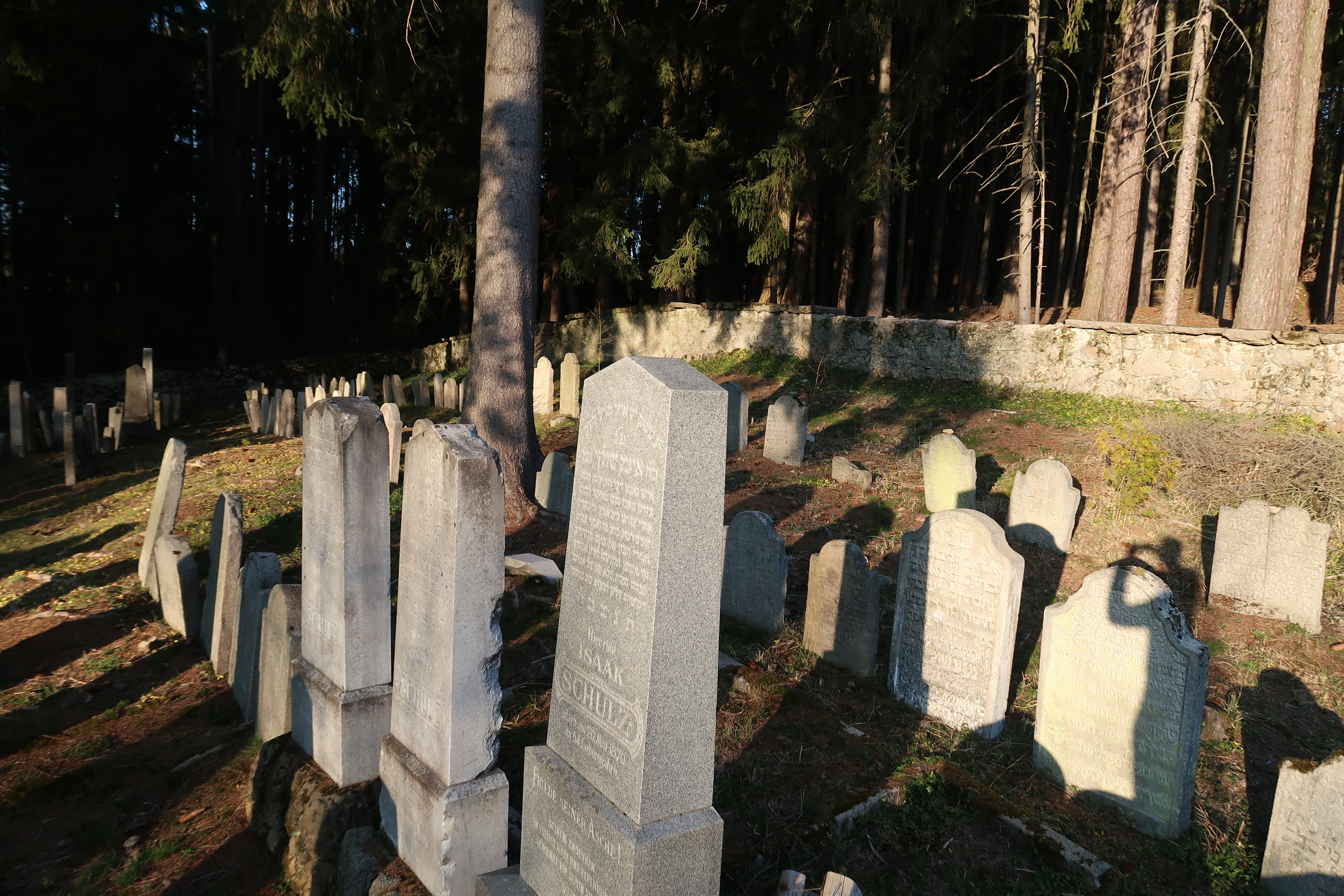
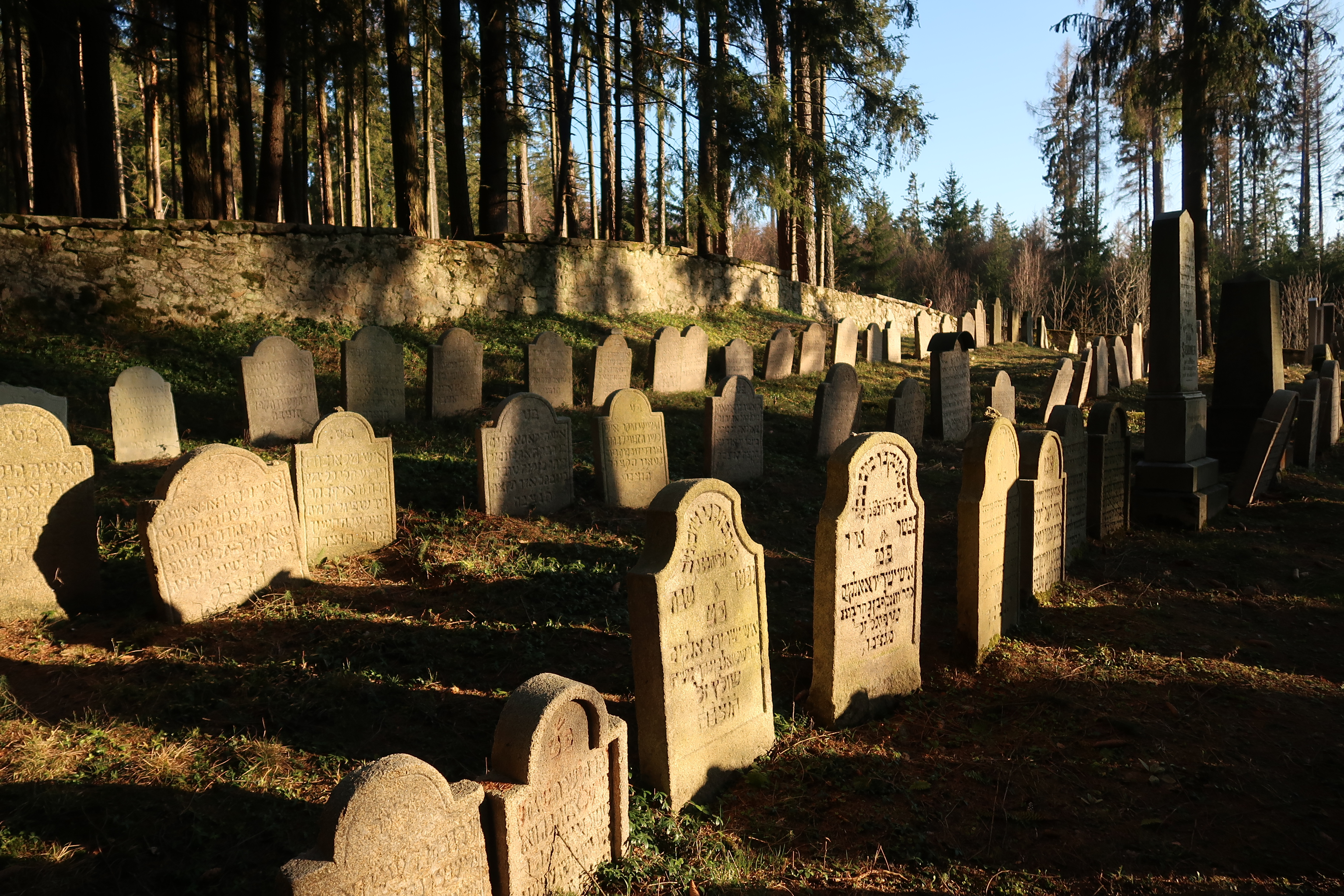
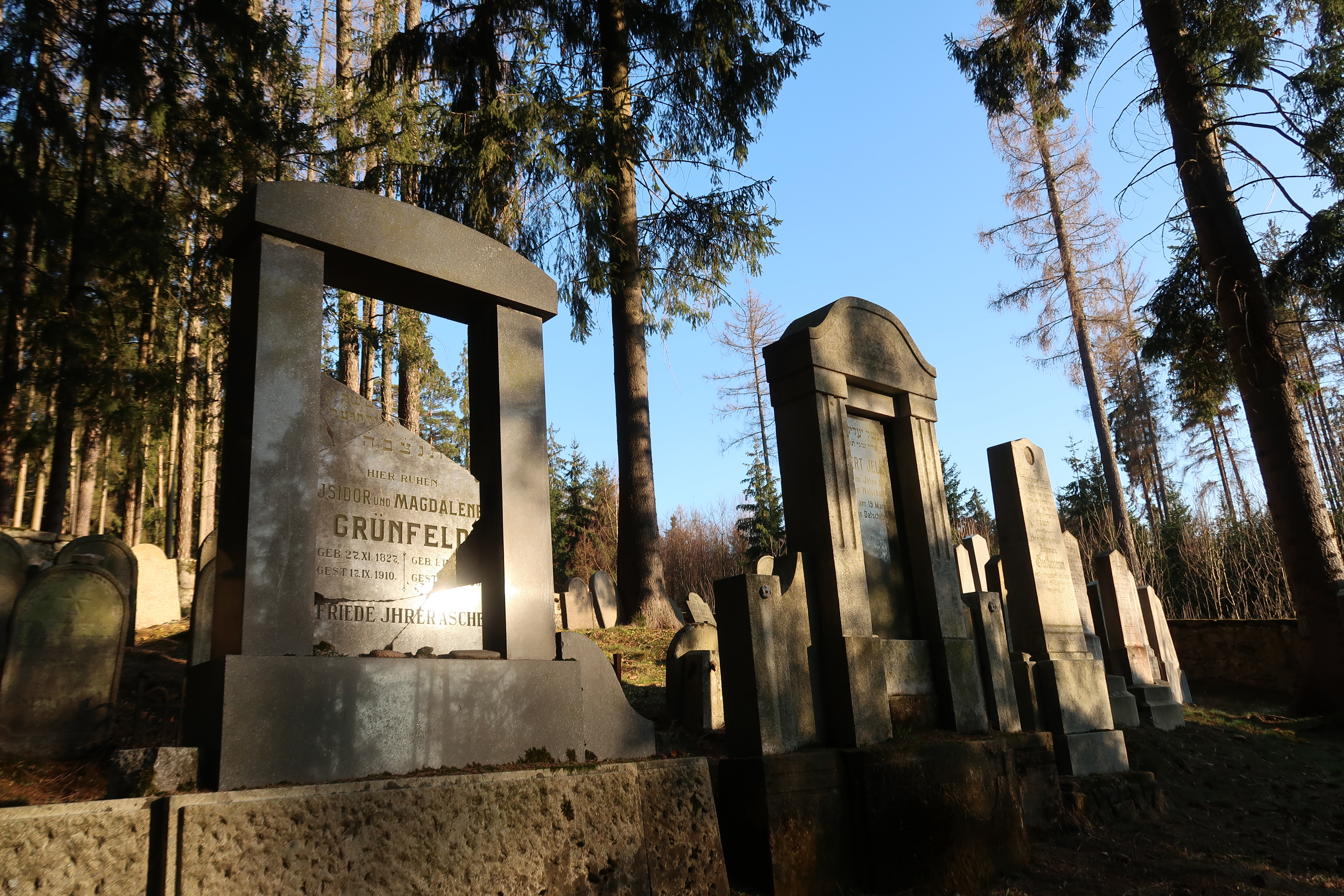
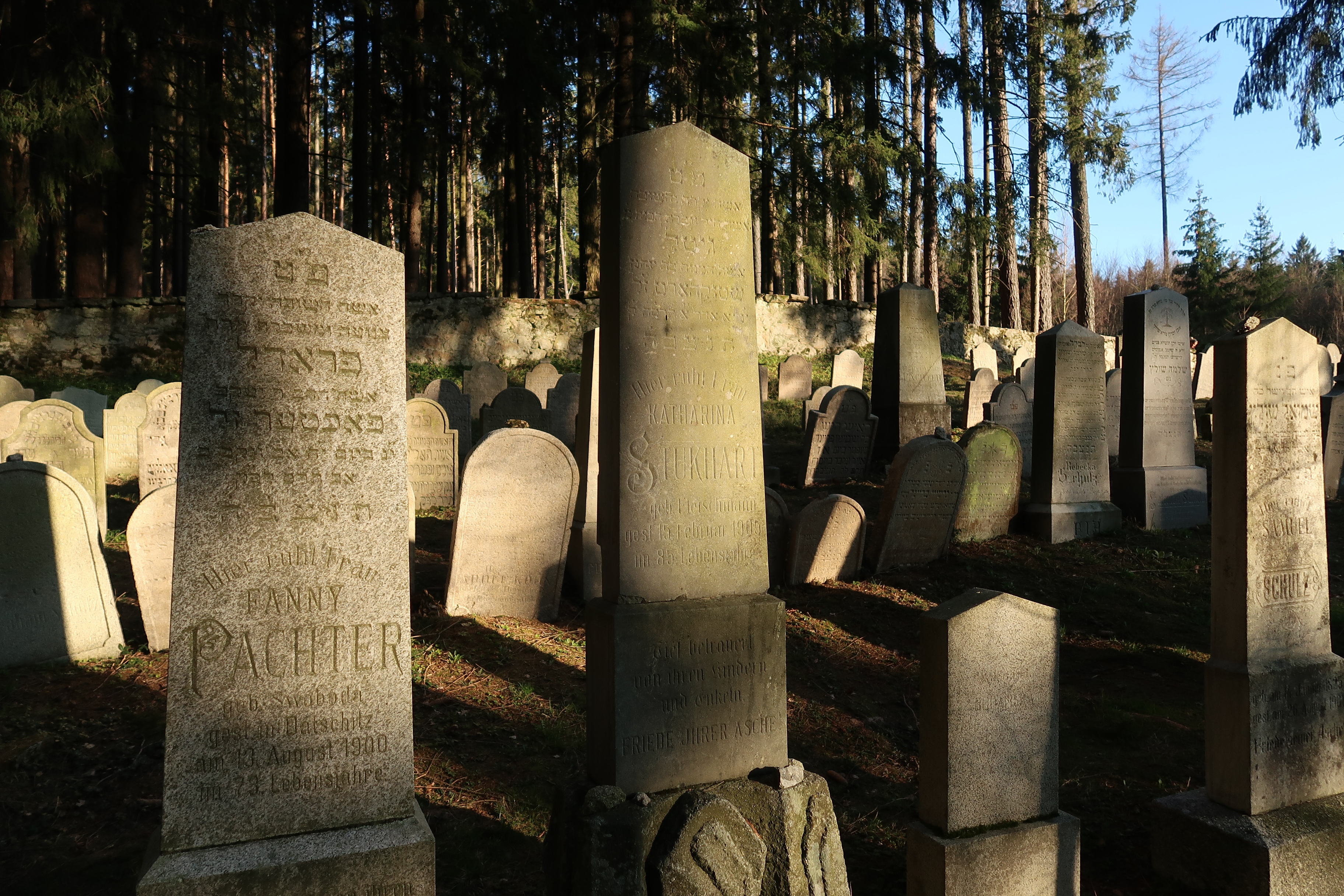